# Тор-Дельта
Тор-Дельта, так же известная как Дельта-ДМ19 (Delta DM-19) или просто Дельта (Delta) — американская конверсионная космическая РН легкого класса. Использовалась для запуска малых космических аппаратов в начале 60-х годов. Вывела среди прочих первый британский спутник Ariel 1. Всего состоялось 12 запусков, 11 из них были успешными.

## Конструкция
В качестве первой ступени на РН Тор-Дельта использовалась первая ступень от баллистической ракеты Тор в одном из её вариантов ДМ-19. В качестве второй ступени использовалась вновь разработанная с использованием технологий ракеты Тор-Эйбл ступень, названая разработчиками Дельта. В качестве последней третьей ступени использовался твердотопливный ускоритель Альтаир, разработанный ранее для РН Авангард, осуществившей второй удачный запуск космического аппарата в истории США.

## Использование
Несмотря на малое число запусков, РН Тор-Дельта стала родоначальником целого семейства космических РН Дельта. Одной из самых известных стала Дельта-2, некоторые модификации которой используются для запусков и по сегодняшний день (начало 2013 года).